# Роберт Вольфґанґ Кан
Роберт Вольфганг Кан (9 вересня 1924 — 9 квітня 2007) — видатний британський металофізик, редактор фундаментальних книг з фізичного матеріалознавства, популяризатор наукового матеріалознавства.

## Родина
Роберт Вольфґанґ Кан народився 9 вересня 1924 р. в заможній єврейській родині у місті Фюрт, на півночі Баварії (Німеччина). 
Фюрт славився високою якістю полірування скла, з якого виготовляли дзеркала. Його батько Мартін Кан, походив з релігійної, але асимільованої єврейської родини, представники якої впродовж років очолювали єврейські громади у невеликих населених пунктах Бадена. Він працював бухгалтером фабрики дзеркал дідуся Роберта з боку матері, Г'юго Гайнемана. У липні 1933 р. шлюб батька з Ельзе Гайнеман перебував на грані краху. З огляду на переслідування дітей внаслідок єврейського походження, сім'я втекла до Швейцарії. Звідти батько перебрався до Лондона, щоб створити новий бізнес, а Роберт і решта родини — на Мальорку, де він вивчив американську версію англійської мови разом з французькою та іспанською мовами. Пізніше родина переїхала до Барселони, де Роберт засвоїв британську версію англійської мови.
1936 року Роберт, коли в Іспанії розпочалася громадянська війна, приєднався до батька в Лондоні.

## Освіта
Батько послав його до школи в Мейдн Ерлі в графстві Беркшир. Школа не мала жодних академічних традицій. У п'ятнадцятирічному віці Роберт перейшов до школи хлопчиків в Елстрі за 25 км від Лондона, але провчився там коротко до 1940 року.
Коли 1940 р. розпочалася битва за Британію, батько Роберта у червні був інтернований як громадянин ворожої держави разом з багатьма іншими німецькими та австрійськими біженцями.
У вересні розпочалося німецьке бомбардування Лондона. Перебуваючи в таборі інтернованих, батько попросив свою економку вивезти сина із Лондона. Вона привезла його на північний захід Англії до графства Камбрія. Там Роберта не прийняли до престижної гімназії в місті Кесвік, і він поступив у технічну школу містечка Воркінгтон на західному узбережжі. Поблизу Воркінгтона були поклади залізної руди, тому цей район віддавна став виробником сталі, але і був досить похмурим. Тут Роберт протягом двох років успішно вивчав технічні науки. В Озерному краї — гірському районі Камбрії — який славився своїми озерами, лісами й горами Роберт вперше запізнався з гірським туризмом, зачарувався походами в горах, які стали його захопленням на все життя. 1951 року в Озерному краї був створений Національний парк, визнаний у 2017 році об'єктом Всесвітньої спадщини ЮНЕСКО.
Роберт вирішив продовжити вивчення природничих наук в Кембриджському університеті. За шість тижнів під керівництвом досвідченого репетитора він настільки добре опанував латинську мову, що зміг успішно здати вступний іспит і в жовтні 1942 р. поступити в Триніті-коледж (Кембридж), де обрав вивчення металургії.
Тут в 1943 році Роберт Кан познайомився з Патрісією (Пет) Гансон, яка вивчала англійську мову. Батьком Пет був відомий професор і завідувач кафедри фізичної металургії в Бірмінгемському університеті Даніель Гансон. Коли в 1947 році Роберт отримав громадянство Великої Британії, він одружився з Пет. Під час медового місяця вони здійснили подорож до Франції та Іспанії.

## Наукова діяльність
У 1945 році Кан закінчив навчання в Триніті-коледжі і розпочав дослідницьку діяльність під керівництвом Еґона Орована в Кавендішській лабораторії. Завданням його дослідження було встановити, яким чином у здеформованому (вигнутому) монокристалічному металевому стрижні після відпалу утворюються субзерна. Ця робота дозволила інтерпретувати це явище, як термодинамічно стимульований термічно активований процес перегрупування невпорядковано розташованих дислокацій в стабільні конфігурації у вигляді дислокаційних стінок, які утворюють малокутові границі субзерен. Важливим аспектом цієї роботи стало підтвердження існування дислокацій та їх впливу на деформацію та структуру кристалічних матеріалів, що ще в 1934 році постулювали Орован, Джеффрі Тейлор та Майкл Поланьї. Орован в доповіді у Французькому товаристві металургії й матеріалів, яку він виголосив у жовтні 1947 року за результатами рентгенівських і металографічних досліджень Кана, вперше назвав цей процес полігонізацією. Французькі вчені вже знали про це явище, але не пов'язали його з дислокаціями.
Професор Даніель Гансон порадив Робертові Кану звернутися за допомогою в інтерпретації результатів його рентгеноструктурних досліджень до молодого, але блискучого на той час знавця теорії дислокацій, викладача його кафедри фізичної металургії Алана Коттрелла. Припущення Котрелла про те, що завдяки термічній активації дислокації можуть перегруповуватися в стінки, перпендикулярно до площин, в яких вони ковзають, наштовхнуло Кана на думку пов'язати дислокаційні стінки з границями субзерен
Разом з тим, після консультації з Орованом невелика група Котрелла розпочала вирощувати монокристали чистих металів, найперше цинку й кадмію, та досліджувати їх деформацію.
1947 р. Роберт покинув Кембридж, щоб посісти посаду наукового співробітника відділу металургії
Науково-дослідного центру з атомної енергії в Гарвелі із більшою платнею, ніж в університеті, що було додатковим аргументом для його одруження з Патріцією Гансон. Керівник його відділу, Брюс Чалмерс, був дуже задоволений з того, що Роберт буде завершувати свою роботу з полігонізації у його відділі. Орован рідко рецензував роботи своїх докторантів, тому Кан самостійно завершував свою дисертацію.
У відділі Роберту було доручено досліджувати пластичну деформацію альфа-урану, зокрема встановити кристалографічний механізм двійникування. У цій роботі Кан продемонстрував новий тип двійникування в кристалах урану. Одночасно з цими дослідженнями Кан завершив дисертаційну роботи й після успішного захисту 1950 р. отримав ступінь доктора філософії.
З 1951 він читав лекції в Бірмінгемському університеті на кафедрі свого тестя, спочатку на посаді викладача, пізніше доцента.
У Бірмінгемі він продовжував працювати над дослідженням рекристалізації, зокрема над створенням моделі утворення центрів рекристалізації шляхом міграції малокутових границь субзерен. Він також досліджував вплив термічного оброблення на ступінь упорядкування кристалічної структури інтерметалевих сплавів таких як Cu3Au, CuAu, FeCo, Fe3Al. Ці теми залишалися в центрі уваги Кана до кінця його академічного життя.
З кінця 1953 року Кан провів один рік в університеті Джона Хопкінса (Балтимор, США), де спільно з бельгійським
мінералологом і кристалографом
Джозефом Донні написав оглядову статтю про двійниковані кристали.
1962 році Роберт перейшов на посаду повного професора в Університетському коледжі Північного Уельсу в Бангорі.
Через два роки він покинув чудові гори Північного Уельсу, коли йому запропонували вищу посаду в новому Університеті Сассекса. Швидко він став деканом факультету прикладних наук. Розбудова нового університету захоплювала його. Кан створив першу кафедру матеріалознавства, став першим професором з матеріалознавства у Великій Британії та опрацював лекції з цієї дисципліни. Кану завдяки високій активності попри важкі адміністративні обов'язки вдалося залучити кваліфікований персонал, фінансування досліджень та розвинути новий напрям наукової діяльності: створення та вивчення аморфних металевих сплавів. Вперше такий сплав (Au75Si25) був отриманий в 1960 році надшвидким охолодженням під час кристалізації. На той час поняття аморфний (некристалічний) сплав звучав в стосунку до металів майже як оксиморон. Відома й цитована його робота про дифузію атомів у аморфних металах. Протягом кількох років він успішно й віддано працював у Сассексі, і це був щасливий період у житті його та родини. У 1981 р. кафедра матеріалознавства стала жертвою серйозних скорочень в університеті. Попри відмінну репутацію досліджень, але через малу кількість студентів (через поки що неконвенціональну спеціальність) кафедру було закрито. Кан достроково пішов у відставку.
Спочатку півроку він провів в Австралії в Університеті Монаша поблизу Мельбурна. А в 1981 році він погодився очолити кафедру металургії Університету Париж-Південь в Орсе (Ессонн). З огляду на дещо консервативні традиції цього університету та нетерпляче бажання Кана відразу внести сучасні підходи в роботу кафедри йому не все вдавалося. Роки, проведені на кафедрі, він називав екстремальними роками своєї діяльності.
Через два роки Кан покинув Паризький університет і повернувся в Кембридж на посаду старшого наукового співробітника на кафедрі металургії та матеріалознавства. Ця посада зберігалася за ним до кінця життя в 2007 році (з 1986 року в статусі почесного науковця). В Кембриджі він продовжував свої дослідження, але також використовував час для продовження своєї нової, тепер основної діяльності — редагування різних наукових книг та журналів.
Один рік в період 1985—1986 рр. він відвідав США, де працював у Каліфорнійському технологічному інституті
та відомій дослідницькій лабораторії Дженерал Електрік. Зокрема, в лабораторії Дженерал Електрік Кан провів дослідження перетворення упорядкування — знеупорядкування та його впливу на пластичність Ni3Al-Fe.
За свою наукову діяльність Кан удостоївся великої кількості наукових нагород, був обраний членом багатьох наукових академій у всьому світі. Найважливішим для нього було, безумовно, обрання членом Лондонського королівського товариства в 1991 році. Він був іноземним членом Геттінгенської академії наук, Іспанської королівської академії точних, фізичних і природничих наук, Індійської національної академії наук, Китайської академії наук.
Він був удостоєний медалі і премії А. А. Гріффітса (1983 р.), золотої медалі Acta Metallurgica, «Лекції Девіда Тернбулла»(2002 р.), якою визнається фундаментальний внесок вченого у матеріалознавство.

## Наукова редакційна та популяризаторська діяльність
Широко шанований за свої наукові праці, Роберт Кан не менше, якщо не більше, знаний за редакційну роботу. Він написав понад 240 статей, та його редакторська робота ще більш вражаюча. Він був засновником і редактором ряду видань: чотирьох наукових журналів, трьох технічних енциклопедій та трьох серій книг.
Вперше Кан став редактором нового журналу «Журнал ядерних матеріалів» (Journal of Nuclear Materials) у 1959 році. Пізніше в 1964 році йому запропонували редагувати перший журнал в галузі матеріалознавства «Журнал з матеріалознавства» (Journal of Materials Science). У своїх спогадах він відзначає, що розглядає діяльність, присвячену створенню і редагуванню цього журналу, як найважливішу редакторську роботу. 1985 року він став редактором журналу «Матеріалознавство» (Materials Science). А ще він був з 1985 р. головним редактором журналу «Журнал досліджень матеріалів» (Journal of Materials Research), у 1992 році створив новий журнал «Інтерметаліди» (Intermetallics).
У 2004 р. журнал «Матеріалознавство» опублікував низку його статей з історії матеріалознавства.
Плідний редактор книг Кан особливо пишався багатоавторною книгою «Фізичне матеріалознавство» (Physical Metallurgy), яку почав редагувати в 1961 році і яка вперше була опублікована в 1965 р.. На загал вона витримала чотири перевидання, два останні редагувалися Каном спільно з Пітером Гаазеном.
Кан редагував три основні книжкові серії.  З 1986 року Кан спільно з П. Гаазеном і Е. Крамером редагував серію багатоавторських книг «Матеріалознавство та технологія: всеосяжне оброблення», (Materials Science and Technology: A Comprehensive Treatment), яка складалася з 20 томів. Брав участь у редагуванні серії «Кембриджська наука твердих тіл» (Cambridge Solid State Science). З 1998 року він був одним із шести головних редакторів серії книг «Енциклопедія матеріалів» (Encyclopedia of Materials, Elsevier) в 11 томах. В серії книг «Серії Пергамон Матеріалів» (Pergamon Materials Series) він редагував том 5 «Майбутнє матеріалознавства» (The Coming of Materials Science).
Кан був редактором або співредактором трьох технічних енциклопедій: «Енциклопедія матеріалознавства та інженерії» (Encyclopedia of Materials Science
and Engineering), «Енциклопедія сучасних матеріалів» (Encyclopedia of Advanced Materials), «Коротка енциклопедія властивостей матеріалів» (Concise Encyclopedia of Materials Characterisation).
Кан також писав науково-популярні статті для широкої громадськості. 1967 року Джон Меддокс, редактор Nature, головного британського наукового журналу, призначив його рецензентом з матеріалознавства (спочатку анонімним). Кан написав багато коментарів, зокрема його статті в розділі «Новини та перегляди» були помітними внесками, які не раз ставали джерелом посилань у сферах за межами його власної спеціалізації. Кан співпрацював з журналом до 2001 року. Його популярні статті на найрізноманітніші теми були зібрані ним у книзі «Винахідливість та артефакти» (Artifice and Artefacts: 100 Essays in Materials Science) з посв'ятою дружині Патрісії і опублікованій у 1992 р.

## Громадянська позиція
Лише в 1952 році, через сім років після закінчення Другої світової війни на прохання свого колеги з університету Френка Набарро, який хотів разом з ним побувати в Німеччині, Роберт погодився відвідати рідну країну. У Геттінгенському університеті він прочитав лекцію по темі своєї поточної роботи про двійникування в урані. Лише пізніша співпраця з німецькими вченими, такими як Пітер Гаасен (1927—1993), погодили його з Вітчизною.
1953 р. незважаючи на запрошення Набарро, який залишив Бірмінгем і очолив кафедру фізики Вітватерсрандського університету в Йоганнесбурзі, Кан відмовився від почесної та вигідної посади професора на цій кафедрі через режим апартеїду в Південній Африці.
Він не схвалював міжнародну політику Радянського Союзу, і приймав у себе угорських біженців після вторгнення в Будапешт у листопаді 1956 року окупаційної радянської армії.
Він надавав наукову підтримку в розвитку металургії та матеріалознавства в країнах, які розвивалися. З 1955 р. він сприяв розвитку металургії в Аргентині та неодноразово відвідував науково-дослідний центр Інституту фізики в Барілоче (Instituto de Fisica de Bariloche) в передгір'ях Анд.
Пізніше він розвинув тісні контакти з індійською металургією та матеріалознавством. За словами індійського вченого В. С. Аруначалама, який в 1962 році був студентом Кана в Бангорі, ніхто так багато не заробив для індійської металургії як Роберт Кан.
В останні роки його внесок у китайську металургію був відзначений почесним членством в Китайській академії наук.

## Приватне життя
Роберт Кан мав багато інтересів поза наукою: гори, музика, мистецтво, література, фотографія і насамперед його родина.
Він був життєлюб.
Він любив людей, а свою дружину, дітей та внуків — понад усе. До останніх днів життя Роберта оточували люблячі дружина, їх четверо дітей та дванадцять онуків.
Роберт любив знання та науку, а матеріалознавство — понад усе. Він був щедрою людиною, ділився своїм часом та ідеями з багатьма дослідниками
по всьому світу, чому сприяла його любов до подорожей.
Як вид відпочинку понад усе він любив гірський туризм. Був настільки вправним туристом, що здійснив походи в Альпах, Гімалаях та Андах. Але його найулюбленішим місцем подорожей та відпочинку назавжди залишився Озерний край в Камбрії — місце його юнацького захоплення.
Він любив усі види мистецтв, правда, класичного стилю. Від батька він успадкував пристрасну любов до музики, грав на віолончелі в місцевій оркестровій групі. Найбільше він любив твори Моцарта та Баха.
Він любив мови, найперше англійську. Роберт мав глибоку любов до Англії за її толерантність та ліберальні погляди. Його любов до англійської мови та літератури, була настільки серйозною, що у 90-х роках він став консультантом Оксфордського словника англійської мови.
Наприкінці життя у нього розвинулася хвороба кісткового мозку. Протягом декількох років він боровся з нею, залишаючись активним та експериментуючи з багатьма методами лікування. Попри те, хвороба переродилася в лейкемію.
Помер Роберт Кан 9 квітня 2007 року в Кембриджі.